# Cacyreus ecaudata
Cacyreus ecaudata är en fjärilsart som beskrevs av Henry Stempffer 1950. Cacyreus ecaudata ingår i släktet Cacyreus och familjen juvelvingar. Inga underarter finns listade i Catalogue of Life.